# Distretto di Santiago (Ica)
Il distretto di Santiago è uno dei quattordici distretti della provincia di Ica, in Perù. Si trova nella regione di Ica e si estende su una superficie di 2.783,81 chilometri quadrati.